# Ruta Estatal de California 270
La Ruta Estatal de California 270, abreviada SR 270 (en inglés: California State Route 270) es una carretera estatal estadounidense ubicada en el estado de California. La carretera inicia en el Oeste desde la US 395     cerca de Bridgeport en sentido Este hasta finalizar en la localidad de Bodie. La carretera tiene una longitud de 15.780 km (9.805 mi).

## Mantenimiento
Al igual que las autopistas interestatales, y las rutas federales y el resto de carreteras estatales, la Ruta Estatal de California 270 es administrada y mantenida por el Departamento de Transporte de California por sus siglas en inglés Caltrans.